# Eccellenza Lazio 2010-2011
Il campionato italiano di calcio di Eccellenza regionale 2010-2011 è stato il ventesimo organizzato in Italia. Rappresenta il sesto livello del calcio italiano. Il campionato si è concluso con la vittoria del Palestrina per il girone A e del Sora per il girone B, entrambi al loro primo titolo.
Tutte le squadre iscritte al campionato di Eccellenza hanno diritto a partecipare alla Coppa Italia Dilettanti Lazio.

## Stagione

### Novità
Da quest'anno non si darà corso alle gare di play-out, se tra le due contendenti di ciascun abbinamento risulterà un divario superiore a 8 punti in classifica.

### Aggiornamenti
- Il Formia 1905, seconda squadra della città pontina e neo promossa in Eccellenza, si fonde con il Terracina.
- Lo Stella Polare non si iscrive al campionato, al suo posto viene ripescata dalla Promozione il Roccasecca Terra di San Tommaso.
- Il Lariano rileva il titolo della Cavese.

Vengono ammesse le seguenti squadre non aventi diritto:
- Anitrella (come società di Promozione classificata al 1º posto della graduatoria determinata al termine dei play-off).
- Città di Marino (come società di Promozione classificata al 2º posto della graduatoria determinata al termine dei play-off).
- Monterosi (come società di Eccellenza perdente i play-out con la migliore posizione di classifica).
- Tor Sapienza (come società di Promozione classificata al 3º posto della graduatoria determinata al termine dei play-off).
- Foglianese (come società di Promozione classificata al 4º posto della graduatoria determinata al termine dei play-off).
- Torrenova (come società di Eccellenza perdente i play-out con la seconda migliore posizione di classifica).

Avvengono i seguenti cambi di denominazioni sociali:
- La Lucca diventa Monte San Giovanni Campano.
- La Vis Empolitana diviene Pisoniano.

Avvengono le seguenti fusioni:
- Il Tor Lupara si fonde con il Fonte Nuova e si iscrive al campionato con il nome di Fontenuovese.
- Il Roviano Team Service si fonde con il RAV 2000 e si iscrive con il nome di Real Torbellamonaca.

Di seguito la composizione dei gironi fornita dal Comitato Regionale Lazio.

## Girone A

### Squadre partecipanti
| Club                              | Città (provincia)               | Stagione precedente                                |
| --------------------------------- | ------------------------------- | -------------------------------------------------- |
| S.S.D. Albalonga                  | Albano Laziale (RM)             | 3º posto in Eccellenza Lazio, Girone A             |
| Pol.D. Cecchina Al.Pa.            | Cecchina di Albano Laziale (RM) | 11º posto in Eccellenza Lazio, Girone A            |
| A.S.D. Civitavecchia 1920         | Civitavecchia (RM)              | 10º posto in Eccellenza Lazio, Girone A            |
| A.S.D. Corneto Tarquinia          | Tarquinia (VT)                  | 1º posto in Promozione Lazio, Girone A, promosso   |
| Fiumicino Calcio                  | Fiumicino (RM)                  | 13º posto in Eccellenza Lazio, Girone A            |
| Pol. Comunale Dil. Foglianese     | Vetralla (VT)                   | 2º posto in Promozione Lazio, Girone A, ammesso    |
| A.S.D. Fontenuovese Calcio        | Fonte Nuova (RM)                | 11º posto in Eccellenza Lazio, Girone B            |
| Pol.D. Fregene                    | Fregene (RM)                    | 5º posto in Eccellenza Lazio, Girone A             |
| A.S. Giada Maccarese              | Maccarese (RM)                  | 12º posto in Eccellenza Lazio, Girone A            |
| A.S.D. Monterosi                  | Monterosi (VT)                  | 15º posto in Eccellenza Lazio, Girone A, ripescata |
| G.S.D. Nuova Tor Tre Teste        | Tor Tre Teste (RM)              | 10º posto in Eccellenza Lazio, Girone B            |
| A.S. Ostia Mare Lidocalcio        | Ostia (RM)                      | 8º posto in Eccellenza Lazio, Girone A             |
| U.S. Palestrina A.S.D.            | Palestrina (RM)                 | 4º posto in Eccellenza Lazio, Girone B             |
| A.S. Pescatori Ostia              | Lido di Ostia Levante (RM)      | 7º posto in Eccellenza Lazio, Girone A             |
| A.S.D. Pisoniano                  | Pisoniano (RM)                  | 6º posto in Eccellenza Lazio, Girone B             |
| F.C. Rieti                        | Rieti                           | 18º posto in Serie D, Girone G, retrocesso         |
| A.S.D. Sporting Real Pomezia D.A. | Pomezia (RM)                    | 6º posto in Eccellenza Lazio, Girone A             |
| Pol.Torrenova A.S.D.              | Torrenova (RM)                  | 15º posto in Eccellenza Lazio, Girone B, ripescato |

### Classifica finale
Fonte:
|  | Pos. | Squadra             | Pt | G  | V  | N  | P  | GF | GS | DR  |
|  | ---- | ------------------- | -- | -- | -- | -- | -- | -- | -- | --- |
|  | 1.   | Palestrina          | 78 | 34 | 24 | 6  | 4  | 57 | 21 | +36 |
|  | 2.   | Civitavecchia       | 75 | 34 | 23 | 6  | 5  | 60 | 26 | +34 |
|  | 3.   | Pisoniano           | 74 | 34 | 22 | 8  | 4  | 74 | 34 | +40 |
|  | 4.   | Rieti               | 66 | 34 | 19 | 9  | 6  | 80 | 38 | +42 |
|  | 5.   | Albalonga           | 61 | 34 | 18 | 7  | 9  | 62 | 42 | +20 |
|  | 6.   | Monterosi           | 54 | 34 | 16 | 6  | 12 | 56 | 44 | +12 |
|  | 7.   | Ostia Mare          | 52 | 34 | 14 | 10 | 10 | 50 | 40 | +10 |
|  | 8.   | Nuova Tor Tre Teste | 49 | 34 | 14 | 7  | 13 | 48 | 44 | +4  |
|  | 9.   | Real Pomezia D.A.   | 46 | 34 | 13 | 7  | 14 | 41 | 41 | 0   |
|  | 10.  | Corneto Tarquinia   | 45 | 34 | 12 | 9  | 13 | 41 | 48 | -7  |
|  | 11.  | Fontenuovese        | 42 | 34 | 12 | 6  | 16 | 58 | 64 | -6  |
|  | 12.  | Giada Maccarese     | 41 | 34 | 12 | 5  | 17 | 40 | 50 | -10 |
|  | 13.  | Fiumicino           | 40 | 34 | 12 | 4  | 18 | 30 | 51 | -21 |
|  | 14.  | Cecchina            | 37 | 34 | 9  | 10 | 15 | 35 | 46 | -11 |
|  | 15.  | Foglianese          | 33 | 34 | 7  | 12 | 15 | 40 | 57 | -17 |
|  | 16.  | Fregene             | 25 | 34 | 7  | 4  | 23 | 36 | 69 | -33 |
|  | 17.  | Pescatori Ostia     | 25 | 34 | 7  | 4  | 23 | 33 | 58 | -25 |
|  | 18.  | Torrenova           | 13 | 34 | 3  | 4  | 27 | 20 | 88 | -68 |

Legenda:
      Promossa in Serie D 2011-2012.
      Ammessa ai Play-off nazionali.
 Ai play-out.
      Retrocesse in Promozione Lazio 2011-2012.
Regolamento:
Tre punti a vittoria, uno a pareggio, zero a sconfitta.
Note:
Il Civitavecchia è stato poi ripescato in Serie D 2011-2012 per carenza di organici.

### Risultati

#### Tabellone
|                     | Alb  | Cec  | Civ  | Cor  | Fiu  | Fog  | Fon  | Fre  | Mac  | Mon  | NTT  | Ost  | Pal  | Pes  | Pis  | RPo  | Rie  | Tor  |
| ------------------- | ---- | ---- | ---- | ---- | ---- | ---- | ---- | ---- | ---- | ---- | ---- | ---- | ---- | ---- | ---- | ---- | ---- | ---- |
| Albalonga           | –––– | 3-2  | 0-1  | 0-0  | 2-0  | 2-2  | 2-2  | 5-0  | 2-1  | 2-0  | 1-1  | 3-3  | 0-1  | 2-0  | 2-3  | 0-1  | 0-2  | 4-0  |
| Cecchina            | 0-1  | –––– | 0-2  | 1-1  | 2-0  | 0-0  | 0-1  | 3-0  | 1-0  | 3-5  | 1-0  | 1-1  | 0-2  | 2-0  | 1-1  | 2-1  | 0-2  | 0-0  |
| Civitavecchia       | 0-2  | 1-0  | –––– | 2-0  | 3-0  | 2-1  | 3-0  | 4-2  | 1-0  | 2-3  | 4-1  | 2-1  | 0-0  | 2-0  | 1-0  | 2-0  | 3-2  | 3-0  |
| Corneto Tarquinia   | 2-5  | 2-0  | 0-2  | –––– | 1-0  | 6-0  | 1-0  | 2-1  | 1-0  | 1-0  | 1-0  | 0-1  | 1-1  | 2-1  | 2-2  | 0-0  | 5-1  | 3-2  |
| Fiumicino           | 0-1  | 0-2  | 0-1  | 1-1  | –––– | 1-0  | 0-1  | 1-0  | 1-0  | 0-3  | 3-1  | 1-0  | 2-2  | 2-1  | 1-0  | 0-2  | 0-3  | 1-0  |
| Foglianese          | 1-3  | 0-1  | 0-3  | 1-1  | 3-2  | –––– | 1-1  | 3-0  | 3-2  | 1-1  | 2-2  | 0-0  | 0-2  | 3-1  | 0-1  | 2-2  | 1-3  | 2-0  |
| Fontenuovese        | 1-1  | 3-4  | 2-2  | 3-1  | 3-2  | 5-2  | –––– | 1-3  | 2-4  | 1-3  | 4-0  | 1-2  | 0-3  | 3-0  | 2-2  | 0-1  | 0-4  | 5-1  |
| Fregene             | 0-2  | 1-1  | 2-3  | 1-2  | 2-2  | 0-0  | 0-3  | –––– | 0-0  | 1-4  | 0-1  | 2-1  | 0-3  | 1-0  | 1-4  | 2-4  | 0-2  | 4-0  |
| Maccarese           | 2-1  | 2-1  | 1-2  | 1-1  | 3-1  | 6-1  | 1-2  | 3-2  | –––– | 0-2  | 2-1  | 0-4  | 0-1  | 2-1  | 1-1  | 1-2  | 0-0  | 2-0  |
| Monterosi           | 2-3  | 4-1  | 2-2  | 3-0  | 1-2  | 0-0  | 0-0  | 2-0  | 0-1  | –––– | 2-1  | 1-1  | 1-2  | 0-1  | 0-2  | 2-0  | 3-2  | 2-1  |
| Nuova Tor Tre Teste | 4-0  | 2-1  | 1-1  | 3-0  | 0-1  | 2-0  | 3-0  | 2-0  | 2-0  | 1-0  | –––– | 2-1  | 0-2  | 0-0  | 0-1  | 2-1  | 1-1  | 3-1  |
| Ostia Mare          | 3-0  | 1-1  | 1-1  | 2-1  | 2-1  | 3-2  | 4-2  | 1-0  | 1-2  | 1-1  | 2-1  | –––– | 0-1  | 1-0  | 3-2  | 2-2  | 0-0  | 0-2  |
| Palestrina          | 1-2  | 0-0  | 1-0  | 5-1  | 2-1  | 0-0  | 2-0  | 1-0  | 3-0  | 3-0  | 4-0  | 2-1  | –––– | 3-1  | 0-2  | 2-1  | 0-0  | 2-1  |
| Pescatori Ostia     | 2-3  | 2-2  | 0-1  | 0-0  | 1-2  | 0-1  | 3-0  | 0-1  | 3-1  | 5-3  | 1-3  | 2-1  | 0-2  | –––– | 0-1  | 0-1  | 2-2  | 4-1  |
| Pisoniano           | 0-0  | 2-0  | 2-1  | 4-0  | 6-1  | 2-1  | 3-2  | 4-3  | 2-0  | 1-3  | 4-0  | 1-1  | 2-0  | 4-1  | –––– | 1-0  | 3-3  | 6-1  |
| Real Pomezia D.A.   | 0-2  | 4-1  | 0-0  | 3-0  | 1-2  | 0-0  | 4-1  | 0-1  | 0-0  | 1-2  | 0-4  | 0-1  | 4-3  | 1-0  | 1-3  | –––– | 1-0  | 1-0  |
| Rieti               | 5-3  | 1-0  | 2-0  | 3-1  | 1-0  | 3-0  | 2-4  | 5-3  | 4-0  | 2-0  | 2-2  | 3-2  | 0-1  | 7-0  | 1-1  | 1-1  | –––– | 8-0  |
| Torrenova           | 0-3  | 1-1  | 0-3  | 1-0  | 1-1  | 0-7  | 0-3  | 0-3  | 1-2  | 0-1  | 2-2  | 0-2  | 0-2  | 0-2  | 1-2  | 2-1  | 1-3  | –––– |

### Spareggi

#### Play-out
|            | Risultati |            | Luogo e data             |
| ---------- | --------- | ---------- | ------------------------ |
| Cecchina   | 0-0       | Foglianese | Cecchina, 22 maggio 2011 |
| Foglianese | 0-0       | Cecchina   | Vetralla, 29 maggio 2011 |
|            |           |            |                          |

## Girone B

### Squadre partecipanti
| Club                            | Città (provincia)               | Stagione precedente                              |
| ------------------------------- | ------------------------------- | ------------------------------------------------ |
| A.C.D. Anitrella                | Anitrella (FR)                  | 2º posto in Promozione Lazio, Girone D, ammessa  |
| A.S.D. Ceccano                  | Ceccano (FR)                    | 8º posto in Eccellenza Lazio, Girone B           |
| A.S.D. Città Di Marino          | Marino (RM)                     | 2º posto in Promozione Lazio, Girone C, ammesso  |
| A.S.D. Diana Nemi               | Nemi (RM)                       | 4º posto in Eccellenza Lazio, Girone A           |
| A.S.D. U.S. Formia 1905 Calcio  | Formia (LT)                     | 5º posto in Eccellenza Lazio, Girone B           |
| A.S.D. Lariano Calcio           | Lariano (RM)                    | -                                                |
| A.S.D. Lupa Frascati            | Frascati (RM)                   | 3º posto in Eccellenza Lazio, Girone B           |
| S.S. Monte San Giovanni Campano | Monte San Giovanni Campano (FR) | 13º posto in Eccellenza Lazio, Girone B          |
| A.S.D. Morolo Calcio            | Morolo (FR)                     | 17º posto in Serie D, Girone G, retrocesso       |
| A.S.D. Real Torbellamonaca 1970 | Tor Bella Monaca (RM)           | -                                                |
| A.S.D. Roccasecca T.San Tommaso | Roccasecca (FR)                 | 8º posto in Promozione Lazio, Girone D, ammessa  |
| A.S.D. Roma VIII                | Roma                            | 1º posto in Promozione Lazio, Girone B, promosso |
| A.S.D. San Cesareo Calcio       | San Cesareo (RM)                | 1º posto in Promozione Lazio, Girone C, promosso |
| A.S.D. G.C. Sora                | Sora (FR)                       | 9º posto in Eccellenza Lazio, Girone B           |
| A.S.D. U.S. Terracina Calcio    | Terracina (LT)                  | 14º posto in Eccellenza Lazio, Girone B          |
| A.S.D. Tor Sapienza             | Roma                            | 2º posto in Promozione Lazio, Girone B, ammessa  |
| S.S.D. Vigor Cisterna           | Cisterna di Latina (LT)         | 9º posto in Eccellenza Lazio, Girone A           |
| A.S.D. Vis Artena               | Artena (RM)                     | 7º posto in Eccellenza Lazio, Girone B           |

### Classifica finale
|  | Pos. | Squadra                    | Pt | G  | V  | N  | P  | GF | GS | DR  |
|  | ---- | -------------------------- | -- | -- | -- | -- | -- | -- | -- | --- |
|  | 1.   | Sora                       | 79 | 34 | 24 | 7  | 3  | 56 | 20 | +36 |
|  | 2.   | LVPA Frascati              | 79 | 34 | 25 | 4  | 5  | 91 | 40 | +51 |
|  | 3.   | San Cesareo                | 71 | 34 | 20 | 11 | 3  | 57 | 19 | +38 |
|  | 4.   | Lariano                    | 58 | 34 | 16 | 10 | 8  | 58 | 46 | +12 |
|  | 5.   | Vis Artena                 | 56 | 34 | 17 | 5  | 12 | 60 | 38 | +22 |
|  | 6.   | Tor Sapienza               | 56 | 34 | 15 | 11 | 8  | 44 | 28 | +16 |
|  | 7.   | Monte San Giovanni Campano | 49 | 34 | 13 | 11 | 10 | 48 | 38 | +10 |
|  | 8.   | Città di Marino            | 48 | 34 | 14 | 6  | 14 | 56 | 49 | +7  |
|  | 9.   | Formia                     | 46 | 34 | 12 | 10 | 12 | 38 | 38 | 0   |
|  | 10.  | Vigor Cisterna             | 44 | 34 | 11 | 11 | 12 | 56 | 57 | -1  |
|  | 11.  | Morolo                     | 41 | 34 | 10 | 11 | 13 | 32 | 39 | -7  |
|  | 12.  | Terracina                  | 39 | 34 | 11 | 9  | 14 | 34 | 46 | -12 |
|  | 13.  | Roccasecca T. S.Tommaso    | 36 | 34 | 9  | 9  | 16 | 38 | 49 | -11 |
|  | 14.  | Anitrella                  | 35 | 34 | 8  | 11 | 15 | 35 | 51 | -16 |
|  | 15.  | Ceccano                    | 32 | 34 | 7  | 12 | 15 | 41 | 57 | -16 |
|  | 16.  | Diana Nemi                 | 31 | 34 | 6  | 13 | 12 | 32 | 50 | -18 |
|  | 17.  | Real Torbellamonaca        | 28 | 34 | 8  | 4  | 22 | 32 | 63 | -31 |
|  | 18.  | Roma VIII                  | 5  | 34 | 0  | 5  | 29 | 13 | 90 | -77 |

Legenda:
      Promossa in Serie D 2011-2012.
      Ammessa ai Play-off nazionali.
 Ai play-out.
      Retrocesse in Promozione Lazio 2011-2012.
Regolamento:
Tre punti a vittoria, uno a pareggio, zero a sconfitta.
Note:
Il Città di Marino è stato promosso in Serie D 2011-2012 come finalista perdente della Coppa Italia Dilettanti (la vincitrice Ancona aveva vinto il proprio campionato).
Il Ceccano e La Diana Nemi sono state poi ripescate in Eccellenza Lazio 2011-2012.

### Risultati

#### Tabellone
|                          | Ani  | Cec  | DNe  | For  | Lar  | Lup  | Mar  | MSG  | Mor  | VCi  | RTo  | Roc  | Rom  | San  | Sor  | Ter  | Tor  | VAr  |
| ------------------------ | ---- | ---- | ---- | ---- | ---- | ---- | ---- | ---- | ---- | ---- | ---- | ---- | ---- | ---- | ---- | ---- | ---- | ---- |
| Anitrella                | –––– | 2-0  | 1-1  | 0-2  | 0-0  | 2-2  | 3-2  | 1-1  | 0-0  | 2-1  | 3-0  | 0-1  | 4-0  | 0-2  | 0-2  | 0-0  | 0-2  | 1-0  |
| Ceccano                  | 3-1  | –––– | 1-1  | 1-2  | 0-3  | 0-0  | 1-0  | 0-1  | 3-0  | 2-0  | 4-2  | 2-2  | 3-1  | 0-0  | 1-3  | 1-2  | 1-1  | 1-1  |
| Diana Nemi               | 2-2  | 2-2  | –––– | 1-0  | 2-1  | 1-0  | 2-1  | 1-1  | 0-1  | 0-0  | 1-3  | 0-0  | 3-0  | 0-3  | 0-1  | 0-0  | 1-1  | 0-4  |
| Formia                   | 2-1  | 1-1  | 1-0  | –––– | 1-0  | 2-1  | 1-2  | 2-1  | 0-0  | 0-3  | 1-0  | 1-1  | 2-0  | 0-0  | 0-0  | 3-0  | 0-0  | 1-2  |
| Lariano                  | 4-1  | 2-1  | 1-0  | 0-2  | –––– | 2-5  | 4-2  | 2-2  | 3-1  | 4-4  | 4-2  | 1-2  | 1-1  | 2-2  | 0-2  | 1-1  | 2-0  | 2-2  |
| Lupa Frascati            | 4-1  | 4-0  | 3-0  | 2-0  | 2-3  | –––– | 4-3  | 5-1  | 1-1  | 5-2  | 2-0  | 2-1  | 4-1  | 1-1  | 6-3  | 6-2  | 3-1  | 3-2  |
| Marino                   | 3-0  | 1-1  | 2-1  | 1-1  | 2-3  | 1-3  | –––– | 3-1  | 2-0  | 2-2  | 2-1  | 4-1  | 4-0  | 1-0  | 2-2  | 3-1  | 1-0  | 1-2  |
| Monte S.Giovanni Campano | 0-0  | 1-0  | 1-1  | 2-1  | 1-2  | 1-2  | 2-0  | –––– | 2-1  | 1-1  | 3-1  | 3-0  | 4-0  | 2-2  | 0-0  | 4-0  | 0-0  | 2-2  |
| Morolo                   | 1-1  | 1-1  | 0-0  | 2-2  | 0-2  | 0-2  | 2-0  | 1-2  | –––– | 0-1  | 3-0  | 0-0  | 4-1  | 0-2  | 0-0  | 3-2  | 1-0  | 1-0  |
| Vigor Cisterna           | 2-0  | 2-2  | 5-2  | 3-2  | 3-3  | 1-3  | 3-6  | 1-0  | 1-2  | –––– | 3-0  | 1-0  | 6-0  | 1-1  | 1-2  | 1-1  | 0-0  | 1-3  |
| Real Torbellamonaca      | 1-2  | 2-0  | 2-1  | 3-1  | 0-0  | 1-5  | 0-1  | 1-4  | 0-0  | 0-1  | –––– | 4-0  | 1-1  | 0-4  | 0-2  | 1-0  | 0-3  | 2-0  |
| Roccasecca T.San Tommaso | 1-1  | 3-0  | 2-0  | 0-0  | 0-3  | 1-2  | 2-2  | 0-0  | 2-0  | 3-2  | 0-0  | –––– | 4-0  | 0-2  | 1-3  | 0-1  | 0-1  | 3-2  |
| Roma VIII                | 0-4  | 0-3  | 0-2  | 0-5  | 0-3  | 1-2  | 0-2  | 1-3  | 1-1  | 0-0  | 0-2  | 1-4  | –––– | 1-2  | 0-1  | 0-0  | 0-2  | 0-4  |
| San Cesareo              | 2-1  | 4-0  | 0-0  | 5-0  | 0-0  | 2-1  | 2-0  | 2-0  | 3-0  | 0-1  | 2-1  | 3-2  | 4-1  | –––– | 1-1  | 1-0  | 3-2  | 1-0  |
| Sora                     | 3-0  | 4-0  | 3-1  | 2-1  | 0-1  | 1-2  | 1-0  | 2-1  | 2-0  | 1-0  | 5-0  | 1-0  | 1-0  | 1-0  | –––– | 2-1  | 1-1  | 1-0  |
| Terracina                | 5-0  | 3-1  | 2-0  | 0-0  | 1-3  | 1-2  | 0-0  | 1-0  | 0-3  | 2-1  | 1-0  | 1-0  | 2-1  | 0-0  | 0-0  | –––– | 0-3  | 1-3  |
| Tor Sapienza             | 0-0  | 1-0  | 2-2  | 2-0  | 3-0  | 0-2  | 2-0  | 2-0  | 1-0  | 2-2  | 2-1  | 4-2  | 1-0  | 0-0  | 0-2  | 1-2  | –––– | 3-1  |
| Vis Artena               | 2-1  | 2-2  | 3-0  | 2-1  | 3-0  | 1-0  | 1-0  | 0-1  | 2-3  | 6-0  | 2-1  | 2-0  | 3-1  | 0-1  | 0-1  | 2-1  | 1-1  | –––– |

### Spareggi

#### Spareggio Serie D
|      | Risultati |               | Luogo e data         |
| ---- | --------- | ------------- | -------------------- |
| Sora | 1 - 0     | LVPA Frascati | Roma, 22 maggio 2011 |
|      |           |               |                      |

#### Play-out
|           | Risultati |           | Luogo e data                               |
| --------- | --------- | --------- | ------------------------------------------ |
| Ceccano   | 2-2       | Anitrella | Ceccano, 22 maggio 2011                    |
| Anitrella | 0-0       | Ceccano   | Monte San Giovanni Campano, 29 maggio 2011 |
|           |           |           |                                            |

|            | Risultati |            | Luogo e data              |
| ---------- | --------- | ---------- | ------------------------- |
| Diana Nemi | 3-6       | Roccasecca | Nemi, 29 maggio 2011      |
| Roccasecca | 1-0       | Diana Nemi | Roccasecca, 5 giugno 2011 |
|            |           |            |                           |